# Trézilidé
 Trézilidé  (en bretón Trezilide) es una población y comuna francesa, situada en la región de Bretaña, departamento de Finisterre, en el distrito de Morlaix y cantón de Plouzévédé.

## Demografía
| 308 | 272 | 262 | 213 | 214 | 224 | 276 | 378 |
| Para los censos de 1962 a 1999 la población legal corresponde a la población sin duplicidades (Fuente: INSEE [Consultar]) |     |     |     |     |     |     |     |